# Политрихум
Поли́трихум (лат. Polytrichum) — род многолетних споровых растений, мхов из семейства Политриховые (Polytrichaceae), ранее относили к бриевым.
Известно около 100 видов, из которых в России произрастает примерно 10 видов.

## Название
Научное название рода образовано из греческого polys — «много», и thrix — «волосы», в связи с наличием покрытия спороносных частей мелкими волосковидными волокнами.

## Описание
Крупные моховидные растения, имеющие первичные горизонтальные безлистные стебли, снабжённые ризомом и вторичными вертикально стоящими плотно облиственными стеблями. Листья линейные, шиловидной формы c пильчатым краем, снабжены ассимиляционными пластиками по верхней стороне. У женских растений на стеблях образуются четырёхгранные коробочки красно-бурого цвета, заполненные спорами, посаженные на длинные ножки, закупоренные сверху легко отделимыми колпачками, покрытыми тонкими ориентированными вниз волосками, напоминающими льняную пряжу, от чего произошло второе название политрихума обыкновенного (Polytrichum commune), известного как «кукушкин лён», самого распространённого вида данного рода, встречающегося в таёжных заболоченных лесах.

## Среда обитания и распространение
Распространены в горных районах, в лесах и болотистых угодьях.

## Классификация
Согласно базе данных Catalogue of Life на март 2025 года род включает следующие виды:
- Polytrichum angustifolium Mitt., 1869
- Polytrichum appalachianum L.A. Anderson, 1987
- Polytrichum aquense Saporta, 1888
- Polytrichum brachymitrium Müll. Hal., 1879
- Polytrichum breviceps Müll. Hal., 1898
- Polytrichum circinnatulum Müll. Hal., 1900
- Polytrichum commune Hedw., 1801 — Кукушкин лён обыкновенный
- Polytrichum cupreum G. Negri, 1908
- Polytrichum densifolium Wilson ex Mitt., 1859 — Политрихум густолистный
- Polytrichum elegans Welw. et Duby, 1872
- Polytrichum elongatum P. Beauv., 1805
- Polytrichum ericoides Hampe, 1865
- Polytrichum formosum Hedw., 1801
- Polytrichum gracilisetum Besch. ex Müll. Hal., 1900
- Polytrichum hyperboreum R. Br., 1823 — Политрихум северный
- Polytrichum jensenii I. Hagen, 1898 — Политрихум Йенсона
- Polytrichum juniperellum Müll. Hal., 1881
- Polytrichum juniperinum Hedw., 1801 — Кукушкин лён можжевельниковый
- Polytrichum longisetum Sw. ex Brid., 1800
- Polytrichum microcephalum Müll. Hal., 1883
- Polytrichum micropyxis Müll. Hal., 1900
- Polytrichum oerstedianum Müll. Hal., 1900
- Polytrichum ohioense Renauld et Cardot, 1885
- Polytrichum pallidisetum Funck, 1802
- Polytrichum papillosum Dyachenko, 2013
- Polytrichum perigoniale Michx., 1803
- Polytrichum piliferum Hedw., 1801 — Политрихум волосоносный
- Polytrichum polakowskyi Müll. Hal., 1900
- Polytrichum recurvatum Müll. Hal., 1901
- Polytrichum recurvipilum Müll. Hal., 1897
- Polytrichum stolonigerum Müll. Hal., 1900
- Polytrichum strictum Menzies ex Brid., 1800 — Политрихум сжатый
- Polytrichum subpilosum P. Beauv., 1805
- Polytrichum swartzii Hartm., 1849 — Политрихум Сварца
- Polytrichum tonkinense Thér. et R. Henry], 1928
- Polytrichum torquatum (Mitt. ex Osada et G.L. Sm.) N.E. Bell et Hyvönen, 2010
- Polytrichum trachythecium Müll. Hal., 1900
- Polytrichum vaginatum Warnst., 1920
- Polytrichum xanthopilum Wilson ex Mitt., 1859
- Polytrichum ×stefureacii Plăm., 1973